# Храм Светих цара Константина и царице Јелене у Околиштима
Храм Светих цара Константина и царице Јелене у Околиштима је храм Српске православне цркве који припада Митрополији дабробосанској. Налази се на превоју Околишта, Фоча, Република Српска, Босна и Херцеговина. Храм је саграђен 1938. године и посвећен је Светом цару Константину и царици Јелени. Нови звоник је подигнут 1982. године.